# Nemi El-Hassan

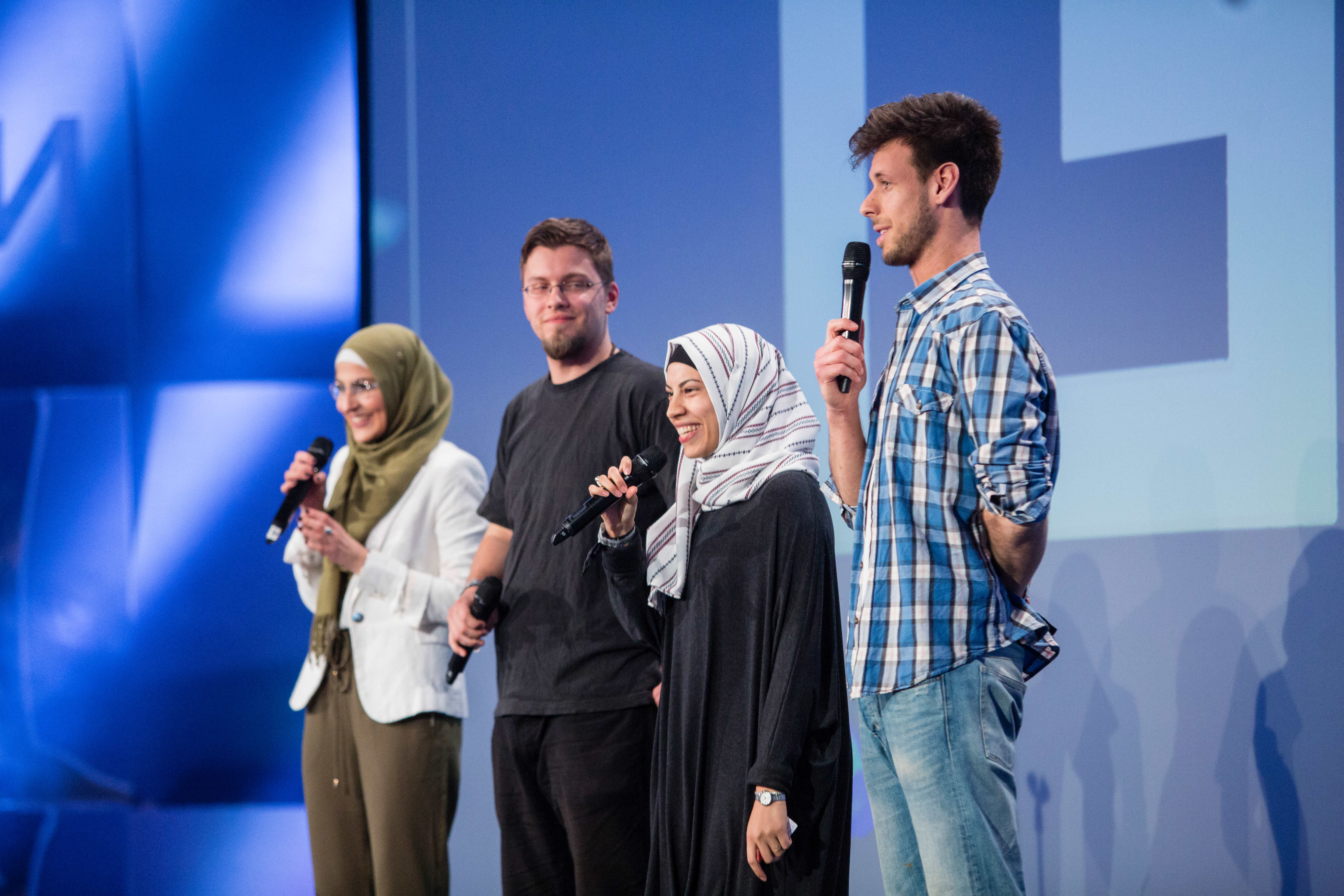
Nemi El-Hassan (2. von rechts), 2016, mit ihren damaligen Kollegen von Datteltäter auf der re:publica in Berlin

Nemi El-Hassan (* 24. August 1993 als Naame El-Hassan in Bad Saarow-Pieskow) ist eine deutsche Journalistin und YouTuberin. El-Hassan geriet im Jahr 2021 wegen früherer Äußerungen zum Nahostkonflikt und der Teilnahme am al-Quds-Marsch 2014 in Berlin in die Kritik, Antisemitismus verbreitet zu haben.

## Familie, Kindheit, Jugend und Ausbildung
El-Hassan entstammt einer palästinensischen Familie. Ihre Großeltern waren 1948 während der Nakba im Zuge des Palästinakrieges in den Libanon vertrieben worden; ihre Eltern flohen im Zuge des libanesischen Bürgerkrieges und ließen sich 1991 in Deutschland nieder. Nemi El-Hassan verbrachte ihre Kindheit in Fürstenwalde an der Spree. Sie besuchte ein katholisches Gymnasium und begann nach dem Abitur ein Studium der Humanmedizin an der Berliner Charité, das sie eigenen Angaben zufolge im Juni 2020 nach 16 Semestern abschloss.
Zum Islam fand sie eigenen Angaben zufolge während ihrer Oberstufenzeit durch Erlebnisse im schiitischen Islamischen Zentrum Hamburg. Dieser Verein wurde bis zu seinem Verbot 2024 als extremistisch eingestuft und stand unter Beobachtung des Verfassungsschutzes. Sie besuchte zwei Jahre lang einen Islamkurs in Berlin, um den islamischen Glauben kennenzulernen. Im Alter von 17 Jahren entschied sie sich aus religiösen Gründen zum Tragen eines Kopftuchs; seit Sommer 2019 trägt sie dieses in der Öffentlichkeit nicht mehr. Sie bezeichnet sich selbst als religiöse Muslima.

## Journalistische Tätigkeit
Ab 2013 betrieb sie mit mehreren Partnern auf der Videoplattform YouTube den Satirekanal Datteltäter, der seit September 2016 ein Angebot von funk ist und der über den Islam aufklären, den Multikulturalismus befördern und Islamfeindlichkeit entgegenwirken will. Sie bezeichnete ihre Tätigkeit unter satirischer Bezugnahme auf das islamische Konzept des Dschihad als „Bildungsdschihad“.
El-Hassan schrieb als Journalistin Artikel und Kolumnen für die taz, den Tagesspiegel und Die Zeit. Sie war von 2016 bis zur Einstellung der Sendung 2019 Moderatorin des Formats Jäger & Sammler. Bei Frontal 21 war sie für verschiedene Beiträge als Autorin tätig. Seit 2021 ist sie Moderatorin beim neu gestarteten True-Crime-Format von funk Der Fall.

## Auszeichnungen
Im Juni 2018 wurde sie mit dem von ARD/WDR mitgegründeten Europäischen CIVIS Online Medienpreis in der Kategorie „Web Videos“ für die Folge „Neue Rechte Welle“ (Redakteurin: Kyo Mali Jung) aus dem Funk-Videoformat „Jäger & Sammler“ ausgezeichnet, in der El-Hassan vom Festival „Rock gegen Überfremdung“ am 15. Juli 2017 in Themar berichtete. In der Begründung der Jury hieß es: „Dass sie provoziert, ist ihr bewusst. Nemi El-Hassan tritt selbstbewusst als Muslimin mit Kopftuch auf. (…) Die Reporterin begibt sich mutig in die Menge und fragt in der rechten Szene nach – schlagfertig, konfrontativ, angstfrei. Rhetorische Muster der Neonazis werden deutlich. Eine herausragende journalistische Leistung – visuell großartig umgesetzt.“ Im selben Jahr war sie für die Folge „Was ist Deine Geschichte?“ des Formats für den Preis nominiert worden.
Im Jahre 2020 war Nemi El-Hassan für die Moderation des Formates Jäger & Sammler für den 56. Grimme-Preis nominiert.

## Kontroversen um die Beschäftigung beim öffentlich-rechtlichen Rundfunk
Im Jahr 2021 sollte El-Hassan die Moderation des Wissenschaftsformats Quarks vom Westdeutschen Rundfunk (WDR) übertragen werden. Diese Ankündigung löste im September 2021 eine Debatte in den deutschen Medien aus, in der El-Hassan Antisemitismus vorgeworfen wurde. Anfang November 2021 entschied sich der WDR gegen eine Zusammenarbeit mit El-Hassan. Das Zweite Deutsche Fernsehen teilte mit, dass Nemi El-Hassan weiterhin für das Jugendangebot „Funk“ tätig sein wird.
El-Hassan hatte im Jahr 2014 am al-Quds-Marsch in Berlin teilgenommen. Ein Foto, das sie auf der Demonstration zeigt, sowie Antisemitismus-Vorwürfe wurden zunächst innerhalb der rechten und antimuslimischen Szene verbreitet und später auch vom AfD-nahen Deutschland-Kurier und von der Bild aufgegriffen.
2015 wirkte El-Hassan in einer Extremismus-Präventionskampagne der Bundeszentrale für politische Bildung (bpb) mit, die in Kooperation mit der Islamwissenschaftlerin Armina Omerika (Goethe-Universität Frankfurt) Kurzfilme zu islamischen Termini erstellte, um jenseits der Deutungen des Dschihadismus jungen Muslimen die Vielfalt muslimischer Interpretationen ihrer Religion aufzuzeigen. El-Hassan wirkte hierzu im Dezember 2015 als Sprecherin in einem Kurzfilm über die begriffsgeschichtliche Entwicklung und die verschiedenen Bedeutungsebenen des „Dschihads“ mit und traf im Februar 2016 auf einer Veranstaltung der BpB Bundesinnenminister Thomas de Maizière, der das Projekt lobte. Im Rahmen der Diskussionen im Jahr 2021 um eine mögliche Tätigkeit El-Hassans für den öffentlich-rechtlichen Sender WDR wurden einige ihrer Aussagen des Kurzfilms aufgegriffen und kontrovers diskutiert. So sah Abdel-Hakim Ourghi (Pädagogische Hochschule Freiburg) in der Aussage eine „absolute Relativierung“ bestimmter kriegerischer Traditionen des Islam. El-Hassan selbst kritisierte auf Instagram, dass der besagte Videoausschnitt aus dem Zusammenhang – insbesondere der dahinter stehenden BpB-Kampagne – gerissen wurde und sie in diesem Beitrag keineswegs Terrorismus relativiere.
Der WDR setzte nach Bekanntwerden der Vorwürfe Mitte September 2021 den Start der Moderation vorerst aus.
In einer Stellungnahme bezeichnete El-Hassan ihre Teilnahme am al-Quds-Marsch im Jahr 2014 daraufhin als „Fehler“. Mit den Hintergründen der Demonstration habe sie sich erst später genauer befasst. Sie verurteile „jegliche antisemitischen Äußerungen und Aktionen, sämtliche Arten von Gewalt und insbesondere die Gewalt, die auf diesen Demos stattgefunden hat“. Gegenüber der Süddeutschen Zeitung sagte sie: „Der Mensch, der ich heute bin, hat nichts mehr mit dem Menschen von damals zu tun.“
In der Folge wurden weitere Vorwürfe gegen El-Hassan geäußert, wie Aussagen zum Nahostkonflikt, Demonstrationsteilnahmen, Besuche der Imam-Ali-Moschee in Hamburg und Aktivitäten in sozialen Medien. Der Zentralrat der Juden in Deutschland äußerte Zweifel, ob El-Hassan als Moderatorin für den WDR geeignet sei und forderte, die Vorfälle genauer zu untersuchen.
Andererseits solidarisierten sich in einem offenen Brief 385 Menschen, darunter auch prominente Künstler, Publizisten und Wissenschaftler, mit El-Hassan und forderten den WDR dazu auf, die Zusammenarbeit mit ihr fortzusetzen. El-Hassan habe „glaubhaft ihren Wandel dargelegt“ und setze sich „als Journalistin seit Jahren dezidiert gegen Antisemitismus und Rassismus ein“.
Danach wurde bekannt, dass sie noch im Sommer 2021 Beiträge, unter anderem der antizionistischen Organisation Jewish Voice for Peace, in der das Entkommen von palästinensischen Terroristen aus einem israelischen Gefängnis positiv dargestellt wurde, auf der Plattform Instagram „geliked“, also mit „gefällt mir“ markiert, hatte.
Ende September 2021 teilte der WDR mit, dass El-Hassan Quarks zwar nicht moderieren werde, aber als Autorin für die Sendung engagiert werden solle, was weitere Kontroversen auslöste. Für El-Hassan selbst war die Absetzung als Moderatorin nicht nachvollziehbar, sie habe sich stets gegen Antisemitismus engagiert. Zudem sei ihre durch Flucht und Vertreibung geprägte Familiengeschichte zu berücksichtigen. In einem Gastbeitrag in der Berliner Zeitung Anfang November 2021 erklärte Nemi El-Hassan, sie sei Opfer einer gezielten Kampagne zur Demontage ihrer Person geworden, die speziell von der Bild gegen sie geführt worden sei. Dem WDR warf sie vor, er habe sich den Argumenten der Bild angeschlossen. Joachim Huber wies im Tagesspiegel darauf hin, dass das, was ihr „als Antisemitismus ausgelegt wird, von linken Israelis durchaus geteilt wird.“
Nach wochenlanger Prüfung und Diskussionen im Rundfunkrat gab der WDR Anfang November 2021 bekannt, El-Hassan endgültig nicht zu beschäftigen, da für eine Zusammenarbeit kein Vertrauen vorhanden sei. Der Zentralrat der Juden in Deutschland begrüßte die Entscheidung, während der ehemalige israelische Botschafter Avi Primor und der israelische Historiker Moshe Zimmermann El-Hassans Suspendierung scharf kritisiert hatten.
Nach der Entscheidung des WDR äußerte sich El-Hassan in einem Beitrag in der Berliner Zeitung und wiederholte ihre Vorwürfe einer systematischen Verleumdungskampagne. Auch kritisierte sie, dass Deutschland blind sei für die innerjüdischen Debatten und kritische Haltung gegenüber der israelischen Politik, und verwies auf Primors und Zimmermanns Worte, dass die Bild versuche, „eine Frau mit palästinensischem Hintergrund zu diskriminieren“. El-Hassan verwies weiterhin auf ihre Familiengeschichte, darunter die Vertreibung ihrer Familie während der Nakba 1948, die Zerstörung des Heimatdorfes und die Erfahrung der israelischen Besatzung im Südlibanon. „Ich bin und bleibe Palästinenserin, ob das der deutschen Öffentlichkeit nun genehm ist oder nicht. Und ich verwehre mich dagegen, diesen Teil meiner Identität zu verleugnen.“